# Röderbach (Aschaff)
Der Röderbach (im Oberlauf Haibach, früher im Unterlauf Ohmbach) ist ein linker Zufluss der Aschaff im bayerischen Spessart.

## Name
Das Grundwort in „Haibach“ ist Althochdeutsch Hege und bedeutet Hecke. Haibach bedeutet ursprünglich Heckenbach oder Grenzbach. Der Bach gab der gleichnamigen Gemeinde ihren Namen.

## Geographie

### Verlauf

#### Haibach

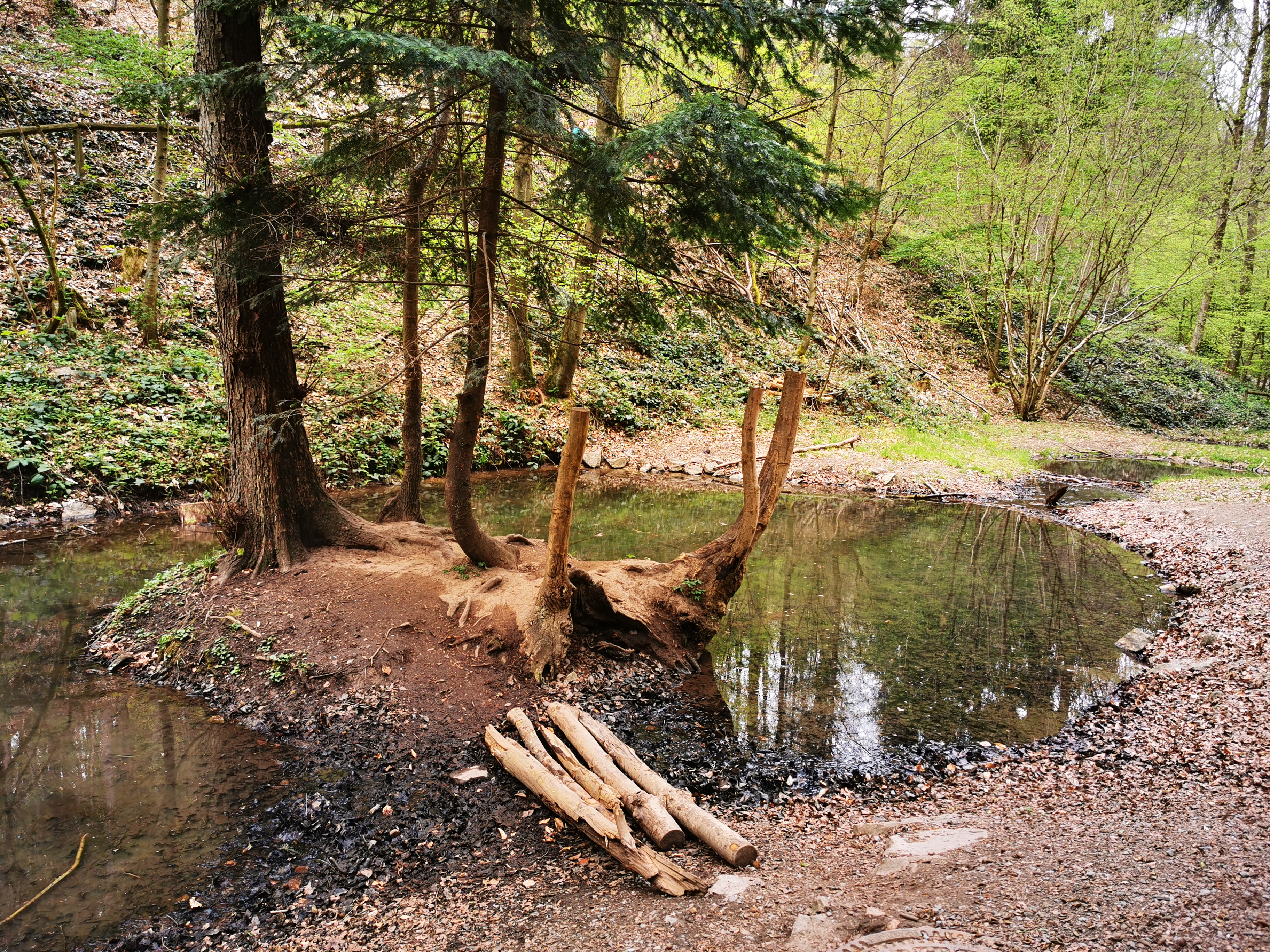
Vom Haibach durchflossener Weiher in der Haibacher Schweiz

Der Haibach, der im Volksmund Haidebach genannt wird, entspringt unterirdisch im gleichnamigen Ort Haibach im Bereich der heutigen Straße Birkenwiese. Im Quellgebiet mündet ihm kanalisiert der Rohrbach zu. Am nördlichen Ortsrand verlässt der Haibach die Verrohrung und verläuft durch die Haibacher Schweiz. Dort speist der Bach eine Kneipp-Anlage und einen Weiher.
Anschließend wird er von einer nahegelegenen Quelle, die man als künstlichen Springbrunnen gestaltete, verstärkt. Eine Pumpe gibt es dort nicht. Allein die Kraft des Wassers lässt die Fontäne bis zu vier Meter in die Höhe spritzen. Dieser kurze Quellbach betreibt ein Miniaturmühlhaus. Der Haibach fließt in nordwestliche Richtung zwischen Schellberg (281 m) und Hasenkopf (253 m) durch das Schweiztal zur Schellenmühle am Fuße des Gartenberges (309 m). Dort passiert der Haibach die Grenze zur Stadt Aschaffenburg und trägt von dort ab den Namen Röderbach.

#### Röderbach

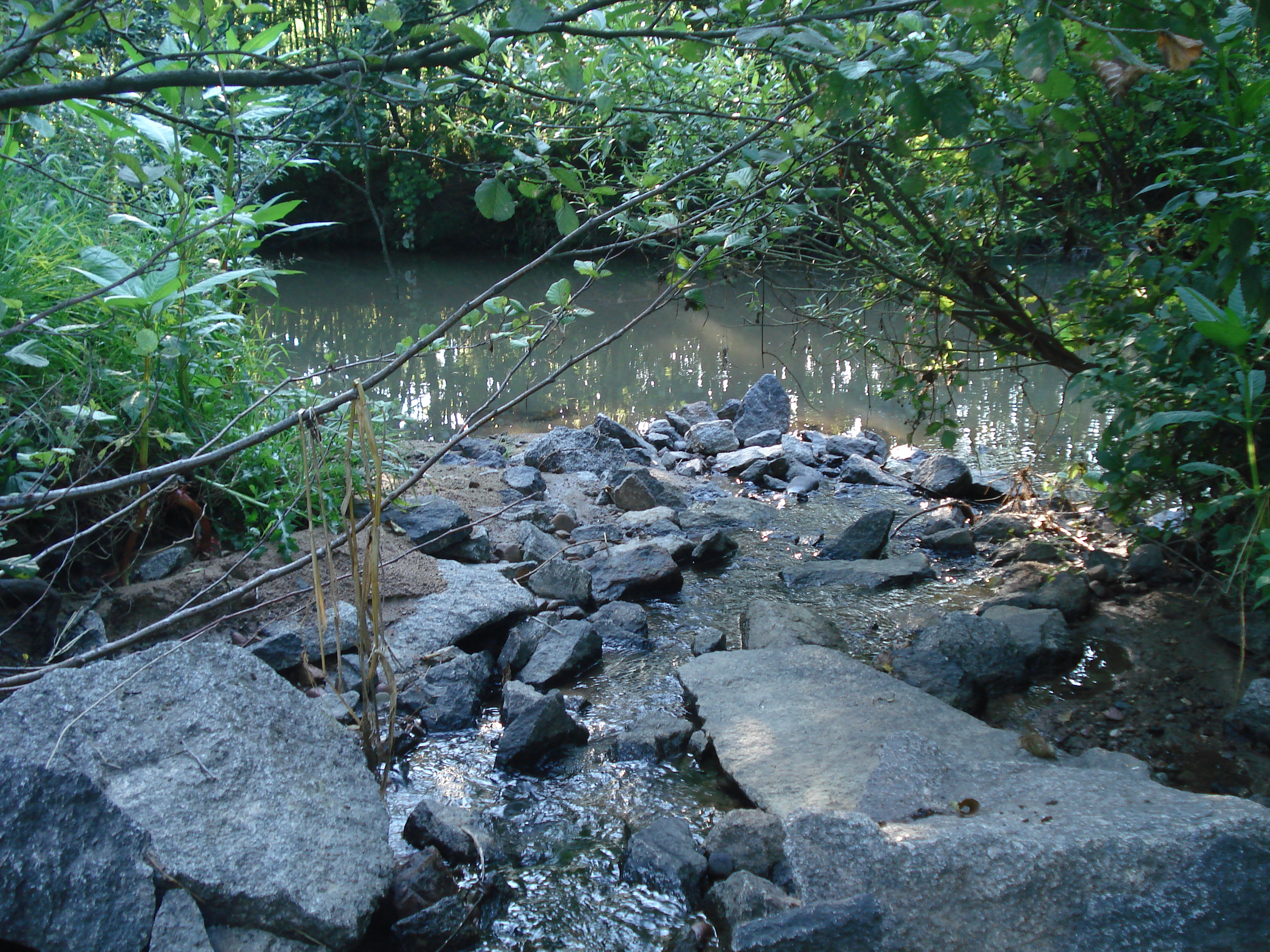
Mündung in die Aschaff

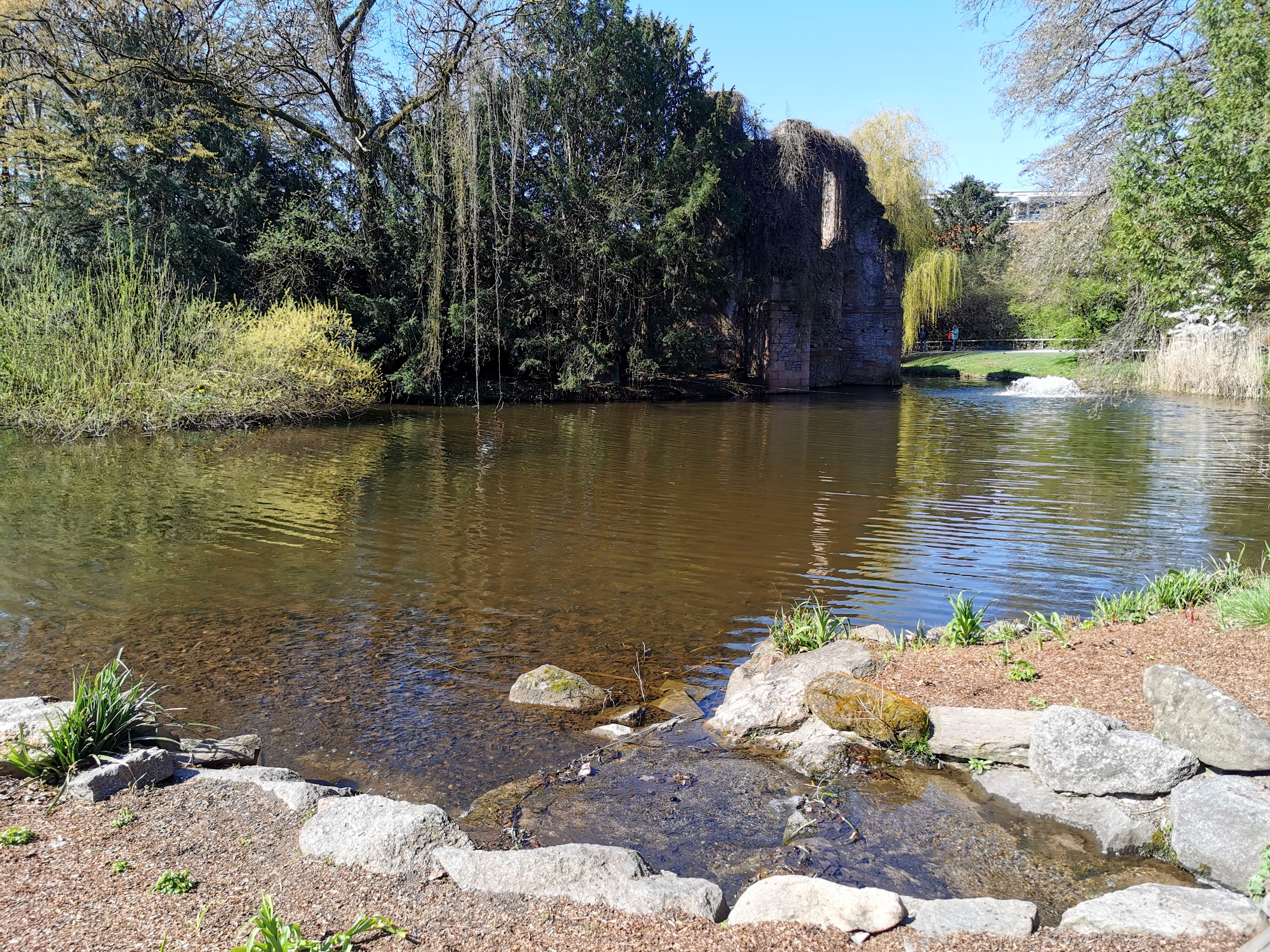
Der Röderbach mündet im Schöntal in den See um die Schöntalruine

Der Röderbach (auch Rettenbach genannt) fließt dann über eine Bachgabelung, wo der linke, als offener Kanal aufgeschüttete und abgegrabene Arm bei niedrigem Wasserstand vor einem Wehr komplett in die Fasanerie geleitet wird. Bei Normalabfluss verlaufen beide Bacharme weiter nach Norden und vereinigen sich im Goldbacher Gemeindegebiet oberhalb der Österreicher Straße. Der Röderbach unterquert dann die Österreicher Straße und die Trasse der Main-Spessart-Bahn sowie die Auffahrt zur Bundesautobahn 3 (Anschlussstelle 59 Aschaffenburg Ost) und mündet in die Aschaff.
Der in die Fasanerie abgezweigte Teil des Röderbaches speist dort den See und fließt außerhalb der Fasanerie verrohrt und in einem Düker unter dem Graben der Maintalbahn hindurch zur Großmutterwiese. Dort wird ihm beim Hannewackersee das Wasser des Kühruhgrabens (früher Welzbach genannt) zugeführt. Die Verrohrung verläuft weiter zum sogenannten Muttersee, einem kleinen Teich am Rande des Landschaftsgartens Schöntal. Die Verrohrung auf der Großmutterwiese wurde in einem Renaturierungsprojekt entfernt und der Röderbach wieder freigelegt. Im Schöntal dient der Bach als Frischwasserzufluss des Muttersees, des Schöntalkanals und des Sees um die Schöntalruine. Heute verläuft dessen Abfluss verrohrt durch die Innenstadt und mündet am Theoderichstor unterhalb des Schlosses Johannisburg in den Main.

### Flusssystem Aschaff
- Fließgewässer im Flusssystem Aschaff

## Geschichte

Verlauf des Leergrabens im Südosten des historischen Aschaffenburgs

### Frühere Verläufe

#### Ohmbach
Im Mittelalter trat der vom Schöntal ab genannte Ohmbach „hinter der Eiche“, wo damals Fässer geeicht wurden, in die historische Stadt Aschaffenburg ein. Da die Oberläufe Röderbach und Welzbach (Kühruhgraben) oft Sande und Kiese mit sich führten und diese sich in diesem Bereich anlagerten, entstand der Name „am Sand“, wovon sich die späteren Namen Sandgasse und die danach benannte Sandkirche ableiteten. Von dem Wort Ohm, einem alten Flüssigkeitsmaß, erhielt der Ohmbach seinen Namen.
Der Bach floss vollständig offen durch die Ohmbachgasse. In der Steingasse befand sich ein Wasserschöpfplatz. Der Ohmbach stürzte anschließend in den Landinggraben, wo er eine Walkmühle betrieb. Vor seiner Mündung in den Main speiste der Ohmbach die Vikthumsmühle.
Als die Stadt sich im 13. und 14. Jahrhundert nach Osten und Norden erweiterte und der tiefe Landdinggraben hinderlich wurde, änderte man den Verlauf des Ohmbaches. Vom Schöntalkanal wurde er am Herstalltor vorbei, zwischen Friedrich- und Weißenburger Straße und dann durch den vorderen  Schlossgarten zum Main geleitet. Bei der Errichtung des heute nicht mehr bestehenden Winterhafens im Jahr 1869 unterhalb des Schlosses, erhielt der Ohmbach seine Ausmündung am Mainberg vor dem Pompejanum.

#### Feuerbach
Nach der Änderung des Ohmbachverlaufes wurde ein zweiter Bach angelegt, um bei Feuer in der Innenstadt an Löschwasser zu kommen. Der Feuerbach verlief vom Schöntalkanal zunächst parallel zum Ohmbach, knickte dann jedoch in die Entengasse ab, wo er das Wasserreservoir "Entenpfuhl" füllte und führte durch Treibgasse und Strickergasse. Dort überquerte er den Ohmbach und floss durch den vorderen Schlossgraben am Schloss vorbei. Danach stürzte er 12 Meter tief die Mauer hinab und trieb dabei das mächtige Mühlenrad der Burgmühle an. Anschließend mündete der Feuerbach in den Main.

#### Leergraben
Später wurde der Leergraben angelegt. Er floss bis ins 19. Jahrhundert noch in einem offenen Stadtgraben vom Schöntal entlang der historischen Stadtmauer nach Westen und erreichte in Höhe des heutigen Parkhauses Löherstraße den Löhergraben. Unter der Willigisbrücke mündet er in den Main.